# Psora himalayana
Psora himalayana är en lavart som först beskrevs av Churchill Babington, och fick sitt nu gällande namn av Timdal. Psora himalayana ingår i släktet Psora och familjen Psoraceae.   Inga underarter finns listade i Catalogue of Life.